# Randerath
Randerath ist ein Stadtteil von Heinsberg im Kreis Heinsberg im westlichen Nordrhein-Westfalen und liegt an der Wurm. Randerath ist ein Haufendorf und bildet zusammen mit Himmerich den Stadtbezirk Randerath.

## Geographie
Randerath liegt im  südlichen Stadtgebiet der Stadt Heinsberg am Ausgang der Wurmniederung (auch Wurmtal genannt) im Übergang  in die Rurniederung. Sie wird von der Wurm durchflossen.

## Geschichte
Zahlreiche siedlungsgeschichtliche Spuren aus der Steinzeit (Artefakte) und aus römischer Zeit (Trümmerfelder, Scherben, Gräber) belegen die frühe Besiedlung des Ortsgebietes.
Der Gründung des heutigen Ortes Randerath ist im engen Zusammenhang mit der Errichtung der Burg Randerath zu sehen. Im Jahre 1084 wird ein Harper von Randerath erstmals erwähnt. Dessen Sohn muss bei Streitigkeiten mit den Herren von Heinsberg die Zerstörung seiner Burg hinnehmen. Im Jahre 1225 erhält Gerhard von Randerath die Stadt von Herzog Walram von Limburg als Lehen. Das Jahr 1239 bringt die erneute Zerstörung der Burg durch den Herzog von Brabant.
Im 14. Jahrhundert gewinnen die Herren von Heinsberg mehr Einfluss auf Randerath, 1310 wird die Burg Offenhaus der Herren von Heinsberg. Mit Arnold von Randerath stirbt das Geschlecht 1384 aus. Sein Schwiegersohn Wilhelm von Horn erbt den Besitz, welcher von seiner Gattin im Jahre 1392 an das Herzogtum Jülich verkauft wird. Die Burg Randerath war in der Folgezeit Sitz eines jülichen Amtmannes. Im Jahre 1542 wird Randerath während der Jülicher Fehde durch Soldaten des Kaisers Karl V. zerstört. In den Jahren 1670 und 1717 wüteten große Brände in Randerath und 1675 wurde Randerath durch lauenburgische Truppen geplündert. Teile der Befestigungsanlagen des 14. Jahrhunderts wurden 1762 niedergelegt. Die Befestigung des Ortes erfolgte wahrscheinlich im 14. Jahrhundert und beinhaltete mehrere Türme und Stadttore.
Im Zweiten Weltkrieg wurde Randerath am 7. November 1943 zum Ziel eines US-amerikanischen Fliegerangriffs. Die 95. Bombergruppe der 3. Bomberdivision (VIII Bomber Command, USAAF) hatte im schlechten Wetter das Primärziel Düren nicht angesteuert und griff stattdessen das Sekundärziel Randerath an. Von siebzehn Boeing B-17 der 95. Bombergruppe kamen sechzehn zum Angriff und klinkten zwischen 11:14 und 11:25 Uhr insgesamt 160 500-Pfund-Sprengbomben und 160 weitere 100-Pfund-Brandbomben aus.

Randerath
Rechts der Wurm, um 1570
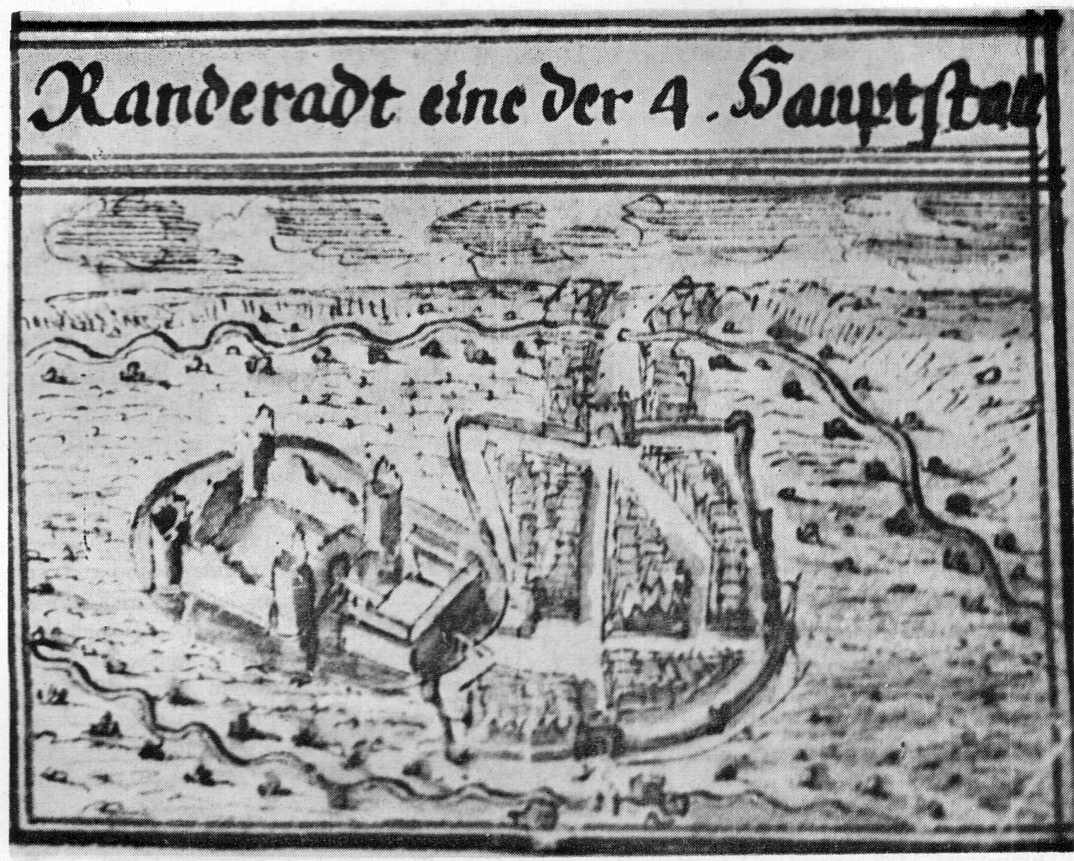
Ort und Burg Randerath um 1720
Nach Tranchot um 1800
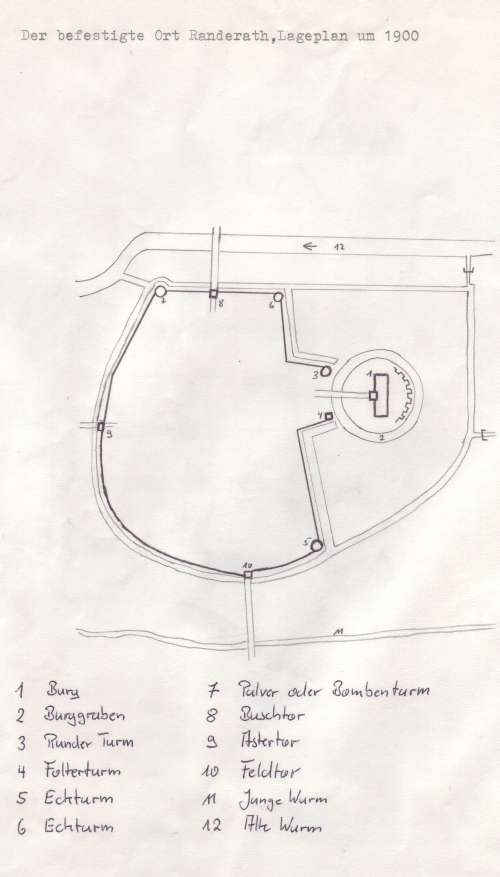
Lageplan um 1900

### Burg

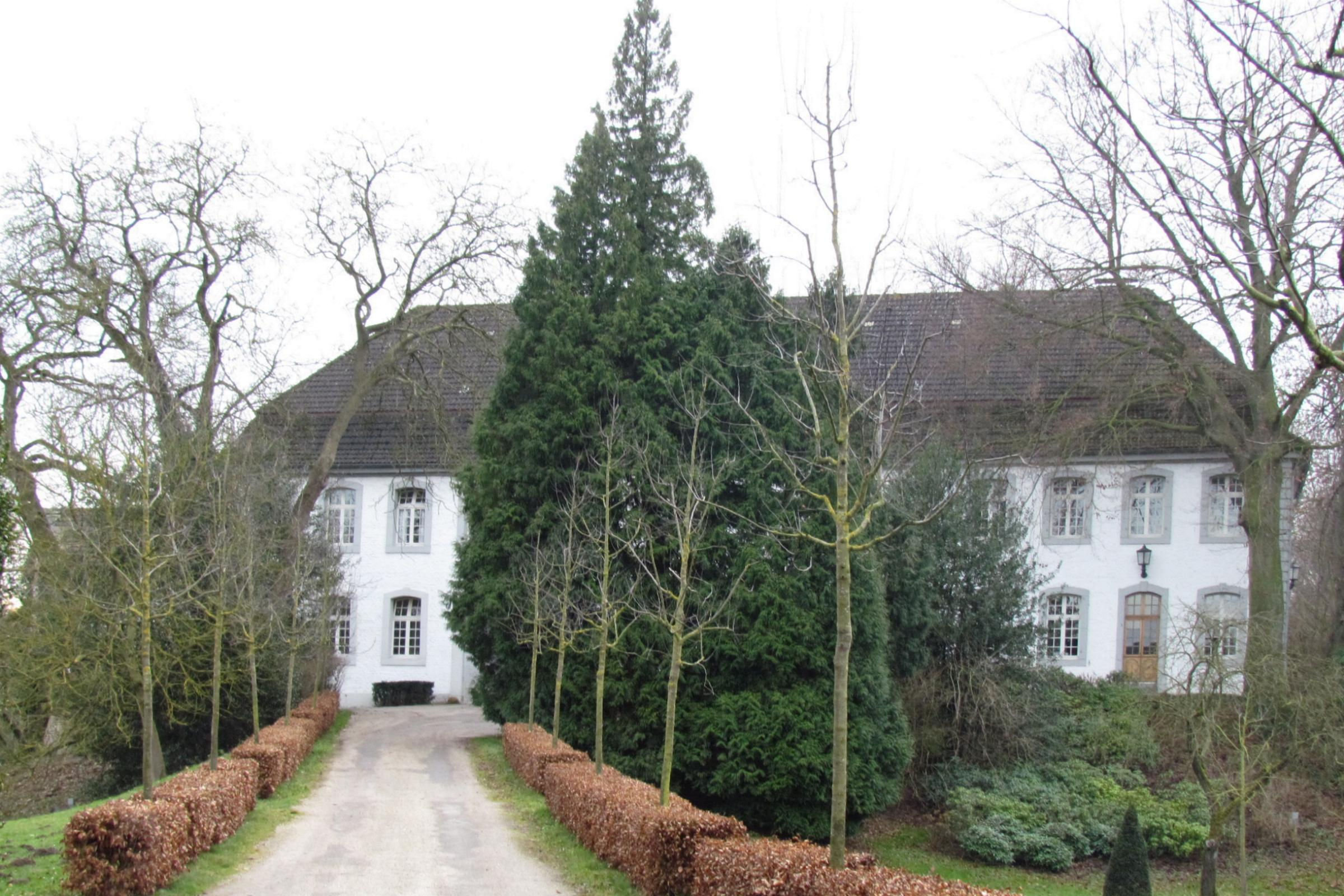
Burg Randerath

Die Burg Randerath war ehemals Stammsitz des Edelherrengeschlechtes derer von Randerath (historisch oft als von Randerode bekannt). Die Herren von Randerath gehören zu den bedeutenden Adelsgeschlechtern der Region. Sie besaßen auch Haus Beeck (1166 bis 1392) und Burg Bodendorf (ca. 1400 bis 1450). Die Randerather Burg ging aus einer mittelalterlichen Motte (Turmhügelburg) hervor. Die Herren von Randerath zählten zu den bedeutenden Adelsgeschlechtern der Region mit weit verzweigten Besitzungen, zu denen auch Linnich gehörte. Sie waren Vögte von Prüm und Echternach in der Teisterband-Gau, wo ein Zweig der Familie sich in Boxtel niederließ, ihr ältester Vorfahr war Graf Immo von Sponheim Abt von Gorze, Prüm und Reichenau zum Reform dessen Klostern. Daher ist noch heute im unteren Teil des Wappens der Stadt Linnich das (geminderte) Randerather Schach in Rot und Gold zu sehen; es bestand ursprünglich aus 25 Plätzen. Nach Übernahme durch die Herzöge von Jülich im Jahre 1392 wurde die Anlage stark befestigt. Die Reste der Burg wurden 1762 bis auf den Hauptturm abgebrochen und im Jahre 1766 das bestehende Kellnereigebäude errichtet. Aufgrund Baufälligkeit musste der Turm dann aber doch um 1830 ebenfalls niedergelegt werden.
Heute befindet sich die Burg in Privatbesitz und ist von Grund auf restauriert.

### Kirchen und Religion

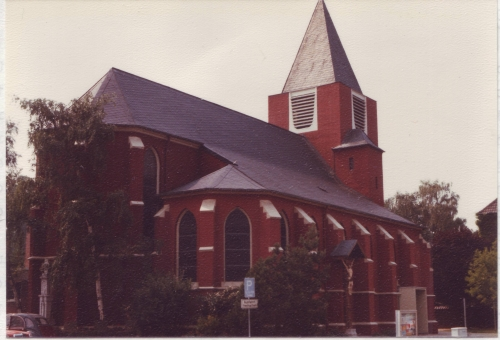
Katholische Kirche

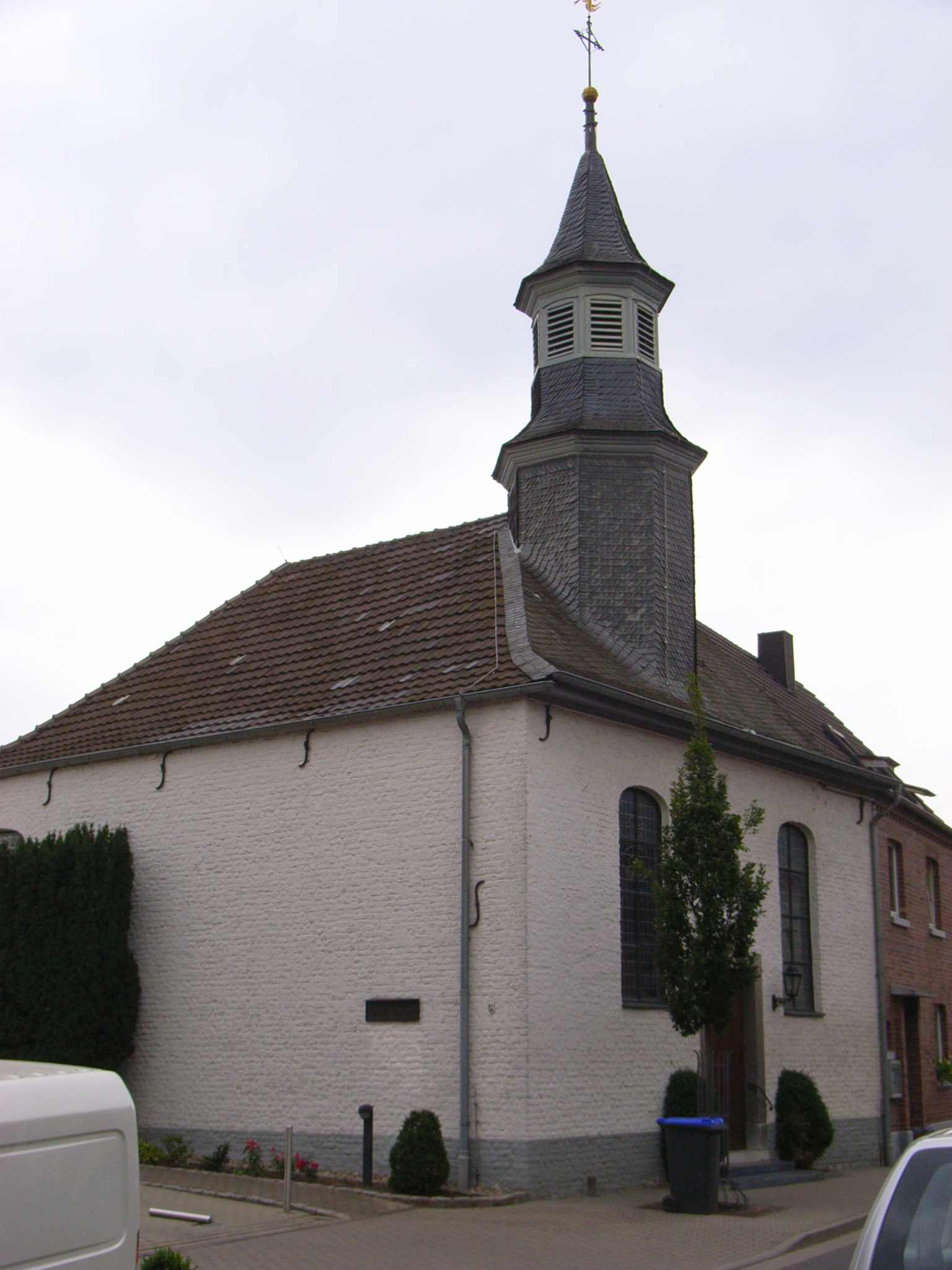
Evangelische Kirche

Der ehemalige neugotische Kirchenbau der katholischen Pfarrkirche St. Lambertus wurde nach Kriegszerstörung in vereinfachter Form unter Errichtung eines neuen Westturmes wiederhergestellt. Von der Vorgängerkirche ist noch ein Seitenchor aus dem Jahre 1500 erhalten. Seit dem 16. Jahrhundert besteht in Randerath eine evangelische Gemeinde. Die in einer Nebenstraße gelegene evangelische Kirche wurde 1717 erbaut. In ihrer Nachbarschaft befand sich von 1790 bis 1900 die Synagoge der kleinen jüdischen Gemeinde Randeraths.

### Eingemeindung
Am 1. Januar 1972 wurde Randerath nach Heinsberg eingemeindet. Die damals 475 Einwohner der Ortsteile Hoven, Kogenbroich, Kraudorf und Nirm sowie Schloss Leerodt wurden nach Geilenkirchen umgegliedert.

## Wirtschaft und Infrastruktur

### Busverkehr
Die AVV-Buslinien 407, 492 und 493 der WestVerkehr verbinden Randerath wochentags mit Heinsberg, Geilenkirchen und Hückelhoven. Abends und am Wochenende kann der MultiBus angefordert werden.
| Linie | Verlauf |
| ----- | --- |
| 407   | (Myhl –) Gerderath – Altmyhl – Ratheim – Millich – Hückelhoven (– Hilfarth – Himmerich – Randerath Bf – (Hoven – Kraudorf –) Nirm – Kogenbroich – Müllendorf – Süggerath Mühlenkamp – Geilenkirchen Bf)                     |
| 492   | (Oberbruch –) Dremmen Bf – Uetterath – Randerath Bf – Himmerich – Hilfarth |
| 493   | Heinsberg Busbf – (Heinsberg Kreishaus –) Schafhausen – Eschweiler – Grebben – Oberbruch – Hülhoven – Dremmen – (Dremmen Bf –) Porselen – Horst – Randerath – (Lindern Linnicher Str. ←) Lindern Bf – Linnich-SIG Combibloc |

### Schienenverkehr

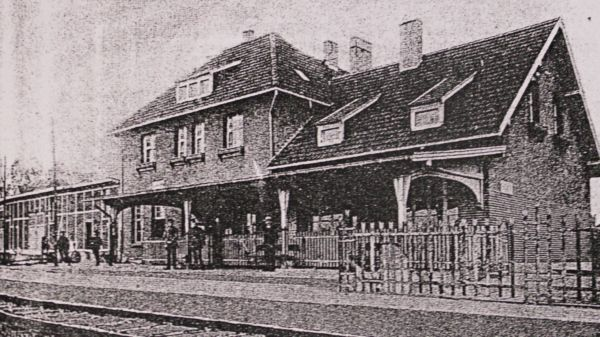
Ansicht des ehemaligen Bahnhofs Randerath im 19. Jahrhundert

Randerath liegt an der Schienenstrecke Heinsberg-Lindern, auf der seit Dezember 2013 auch wieder der öffentliche Schienenpersonennahverkehr im Zuge der Regionalbahnlinie RB33 aufgenommen wurde. Die früheren Bahnhofsanlagen der DB sind zurückgebaut. Der durch die Rurtalbahn neu errichtete Haltepunkt liegt am Einmündungsbereich der K16 zur L228.
| Linie | Zuglauf | Taktfrequenz |
| ----- | --- | ------------ |
| RB 33 | Rhein-Niers-Bahn: Heinsberg (Rheinl) – Heinsberg Kreishaus – Heinsberg-Oberbruch – Heinsberg-Dremmen – Heinsberg-Porselen – Heinsberg-Horst – Heinsberg-Randerath – Lindern – Geilenkirchen – Übach-Palenberg – Herzogenrath – Kohlscheid – Aachen West – Aachen Schanz – Aachen Hbf Stand: Fahrplanwechsel Juni 2022 | 60 min       |

### Freizeit

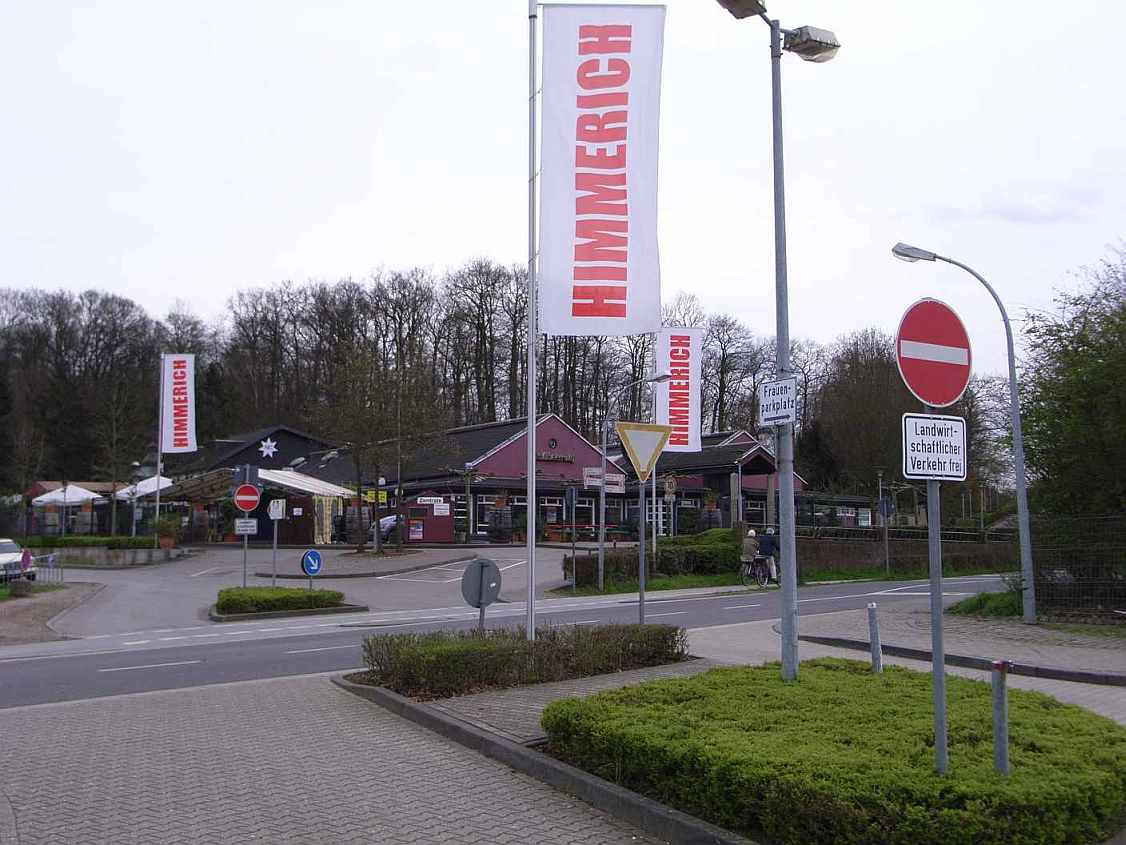
Landdiskothek in Himmerich

In Randerath beginnt bzw. endet der die Wurm begleitende Rad- und Wanderweg nach bzw. von Aachen.
Das Haus Waldesruh in Himmerich ist eine 1950 als Gaststätte begründete und zwei Jahre später zum Tanzlokal umgebaute Diskothek.

## Mobilmachungsstützpunkt
Randerath war von 1965 bis 1994  ein Mobilmachungsstützpunkt der Bundeswehr. Dort waren stationiert:
- 1989: Bewegliche Operationsgruppe 7301 (Geräteeinheit), BwglOpGrp 7301 (GerEinh), Heinsberg
- 1965 bis 1994: Reservelazarettgruppe 7306 (Geräteeinheit), ResLazGrp 7306 (GerEinh), Heinsberg